# Inhibitor korozije
Inhibitor korozije ili korozijski inhibitor je kemijska tvar koja dodana u korozivni okoliš smanjuje brzinu korozije do tehnološki prihvatljivih iznosa. Dodaju se povremeno ili stalno (kontinuirano) u zatvorene ili iznimno u otvorene prostore. Prema kemijskom sastavu inhibitori su anorganski ili organski spojevi. Korozijskim inhibitorima smanjuje se korozijska agresivnost okoliša.

## Podjela
Prema načinu djelovanja, inhibitori se dijele na anodne, katodne i miješane (anodno-katodne), prema tome koče li ionizaciju metala (anodnu reakciju), redukciju oksidansa (katodnu reakciju) ili oba ta procesa.

### Anodni inhibitori
Anodni inhibitori sprječavaju ionizaciju metala. Najvažniji su anodni inhibitori pasivatori, to jest topljive soli oksidativnih aniona, kakvi su kromati CrO4-2, nitriti NO-2, molibdati, MoO4-2, volframati, WO4-2 i vanadati, VO-3 koji u otopinama s pH od 5 do 9 prevode željezo, nikal, kobalt i njihove legure u pasivno stanje (snažno kočenje procesa korozije ili spora korozija). Takvi se inhibitori često nazivaju "opasnima" jer uz nedovoljnu koncentraciju ne pasiviraju čitavu metalnu površinu, osjetno smanjujući anodnu i povećavajući katodnu ploštinu, što izaziva jamičastu koroziju. Osim pasivatora, među anodne inhibitore ubrajaju se i takozvani taložni inhibitori koji s ionima konstrukcijskog metala, nastalima na lokalnim anodama, daju slojeve netopljivih korozijskih produkata. Među tim se inhibitorima ističe vodeno staklo (natrijev silikat) koje na anodama tvori sloj silikagela i metalnog silikata.

### Katodni inhibitori
Katodni inhibitori izravno koče katodnu reakciju (redukciju vodika ili kisika) ili djeluju kao taložni inhibitori, tvoreći na lokalnim katodama netopljive produkte. Pri dekapiranju i kiselinskom čišćenju postrojenja i uređaja često se koriste inhibitori koji povećavaju prenapon redukcije H+ i izlučivanja vodika (na primjer spojevi As, Sb, Sn, Bi, i tako dalje). U slabo kiselim, neutralnim i lužnatim otopinama u kojima je katodna reakcija korozijskog procesa redukcija kisika apsorbiranog iz zraka (redukcija kisika), koriste se katodni taložni inhibitori. Takvo djelovanje imaju cinkove i kalcijeve soli. Za razliku od anodnih, katodni inhibitori dodani u bilo kojoj količini smanjuju brzinu korozije i nisu opasni.

### Mješoviti inhibitori
Mješoviti inhibitori imaju dvostruko djelovanje, i anodno i katodno (usporavaju anodnu i katodnu reakciju). To su najčešće organski spojevi koji se adsorbiraju na metalnu površinu, tvoreći spojeve u obliku zaštitnih monomolekulskih filmova, pa se često nazivaju i adsorpcijski inhibitori. Najpoznatiji su želatina, agar-agar, škrob, tanin, K-glukonat. U ovu skupinu inhibitora spadaju i derivati acetilena, soli organskih kiselina, spojevi s dušikom (amini) i njihove soli (nitrati), spojevi sa sumporom, tioalkoholi (merkaptani), sulfidi.

### Hlapivi inhibitori korozije
Hlapivi inhibitori korozije (eng. Volatile Corrosion Inhibitor ili VCI) čine posebnu skupinu inhibitora koji štite metale od atmosferske korozije. To su organske tvari u čvrstom stanju koje imaju dovoljno visok tlak para da bi sublimacijom (izravno isparavanje čvrste faze) učinile nekorozivnim okolni zrak ili neki drugi plin. Koriste se u obliku praha ili se njihovom alkoholnom otopinom natapaju papiri, odnosno spužvaste tvari (najčešće spužvasti poliplasti). Isparavanjem, hlapivi inhibitori korozije putuju prema svim dijelovima metalne površine te je pokrivaju. Pri dodiru s metalnom površinom, para hlapivih inhibitora korozije se kondenzira u tanki monomolekularni film koji putem ionskog djelovanja štiti metal. Te molekule organskih inhibitora korozije su dipolne, tako da se pozitivni dio molekule veže za površinu (-), a negativni dio je okrenut prema mediju i on je hidrofoban, odnosno odbija vodu i kisik te izolira predmet od njegove okoline. Nastali film se dalje održava i nadomješta daljnjom kondenzacijom pare. Hlapivi inhibitori korozije se, na primjer stavljaju u zaštitne omote za skladišno ili transportno konzerviranje metalnih predmeta. Para inhibitora se unutar takva omota otapa u filmu vlage, odnosno kondenzatu koji nastaje na površini konzerviranog predmeta i štiti predmet od korozije. 
Organski spojevi velike molekularne težine, koji snažno prianjaju uz metalne površine, stvaraju zaštitni sloj koji štiti metal od uzročnika korozije (atmosfera, sumporovodik, kiseline, lužine, soli, i tako dalje). Upijajući zaštitni sloj fizički štiti metalnu površinu i sprječava dodir fluida i metala. Usto zaštitni sloj inhibitora priječi ione da migriraju s površine metala u otopinu. Zaštitni sloj se zadržava i štiti kod niskih pH-vrijednosti. Svi inhibitori korozije pokazuju dobru toplinsku stabilnost pri temperaturama do 300 °C. Neki organski spojevi pri tim temperaturama neće imati dobra svojstva inhibicije, ali ih je potrebno staviti u područje visokih temperatura da bi inhibitor dospio do mjesta hlađenja i kondenziranja tijekom tehnološkog procesa i tada djelovao zaštitno.

## Primjena
Praktična primjena hlapivih inhibitora korozije u obliku praha poznata je još iz 19. stoljeća iz Švedske, gdje su kamfor koristili za zaštitu oružja. Kasnije su korišteni prahovi organskoga i anorganskog nitrita, a danas su to uglavnom organske soli. 
Primjena inhibitora se koristi na mnogim tehničkim područjima, gdje se druge metode zaštite od korozije (na primjer, prevlačenje) nisu pokazale uspješnim. Oni se koriste u sustavima za grijanje i hlađenje, u parnim kotlovima, pri dobivanju i preradi nafte i plina, u kemijskoj industriji, pri hlađenju i podmazivanju tijekom obrade rezanjem, pri kiselinskom nagrizanju metalnih predmeta, za zaštitu različite opreme i strojeva tijekom prijevoza i tako dalje, čime se postižu značajne uštede i omogućuje kvalitetniji rad. Inhibitori služe i za sprječavanje pukotina zbog napetosne korozije, vodikove bolesti metala i korozijskog zamora, a naročito su prikladni za zaštitu od korozije unutrašnjosti cijevi i drugih šupljih predmeta u vrijeme njihova rada ili skladištenja. 

### Primjena hlapivih inhibitora
Hlapivi inhibitori korozije uspješno štite električne i elektronske komponente tijekom proizvodnje, montaže, skladištenja, prijevoza i primjene. Štite važne dijelove u rasklopnim i osiguračkim kutijama, komunikacijskim i pomorskim uređajima, radio i računalnim uređajima, električkim upravljačkim sklopovima, tiskanim pločama, kontaktima, motorima i generatorima. Osnovna prednost primjene inhibitora pred drugim metodama zaštite je vrlo jednostavna montaža, konstantnost električnih i mehaničkih svojstava, te samoobnavljanje zaštitnog djelovanja tijekom eksploatacije ili mirovanja navedenih elemenata. 

### Zaštita električnih i elektroničkih komponenata
Inhibicija je osobito prikladna za zaštitu postrojenja s potpuno kružnim tokom elektrolita, ali se često isplati i u postrojenjima s djelomično kružnim, a katkad i protočnim tokom. U zatvorenom se sustavu inhibitor, kao negativni katalizator, ne troši. Tako se određene vrste inhibitora mogu dodati vodi pri hidrostatskoj probi parnog kondenzatora, izmjenjivača ili kotlova. Inhibitori djeluju zaštitno i pri 100% relativnoj vlažnosti, pa je oprema zaštićena i pri najnepovoljnijim uvjetima. Također, inhibitori se mogu primijeniti i prilikom obustave pogona, jer nije potrebno sušiti unutrašnjost opreme, a pogon je spreman za pokretanje u rad u svakom trenutku.

### Prerada tehničkih kovina
Prerada tehničkih kovina od ingota do žice, lima ili cijevi traži primjenu velikog broja tehnoloških tekućina i maziva tijekom različitih vrsta tehnološke obrade. Uporabom tehnoloških tekućina u svim fazama postižu se odlična svojstva površine, brzine proizvodnje i produžuje se vijek alata za obradu. Tek obrađeni dijelovi su izloženi koroziji i kao takvi trebali bi se nakon obrade odmah zaštititi. Primjenom isparljivih inhibitora u tehnološkim tekućinama sprječava se korozija obrađenog dijela i troškovi naknadne obrade čišćenja korozijskih produkata s površine prije njegove daljnje obrade ili ugradnje.

### Zaštita u graditeljstvu
Trajnost i upotrebljivost konstrukcija od armiranog betona izloženih korozijskom okolišu uvelike je smanjena, pa čak i do te mjere da je ugrožena sigurnost konstrukcije. Armaturna mreža se proizvodi od čelika koji je sklon koroziji u atmosferi te ga je, na neki način, potrebno zaštititi. Migrirajući inhibitori korozije (MCI), kao sredstva za zaštitu armature od korozije, pripadaju najnovijoj tehnologiji zaštite. Oni se dodaju mješavini betona tijekom gradnje novih i za vrijeme procesa sanacije starih konstrukcija, pri čemu MCI migrira kroz beton do čelične armaturne mreže. Veže se za armaturu i čeličnu mrežu, stvarajući tanak zaštitni sloj MCI-ja koji sprječava kemijsku reakciju između okoliša i čelika u strukturi betona, a tako i daljnju koroziju. 

### Zaštita oružja
Oružje i vojnu opremu koja se kraće ili duže vrijeme nalazi izvan uporabe potrebno je štititi. Primjenom hlapivih inhibitora korozije kod skladištenja oružja i opreme izbjegava se dugotrajan postupak konzervacije i naknadne dekonzervacije prije uporabe. Oružje se na primjer očisti i zapakira u vrećice u koje su u postupku proizvodnje impregnirani hlapivi inhibitori korozije. Oni isparavaju i popunjavaju prostor u vrećici i na taj način čine okoliš nekorozivnim. Tako zapakirano oružje skladišti se u sanducima u koje se dodatno postavljaju emiteri koji u slučaju oštećenja vrećica štite opremu od korozije. U slučaju ratne ugroze, oružje se vadi iz vrećica i trenutačno je spremno za uporabu.

### Zaštita metalnih predmeta kulturne i tehničke baštine
Povijesni i arheološki predmeti kulturne ali i tehničke baštine još su jedno od područja primjene korozionih inhibitora. Kako se radi o specifičnoj   primjeni ovdje prednost imaju prije svega netoksični inhibitori korozije.